# Atak na Pearl Harbor
Atak na Pearl Harbor – przeprowadzony 7 grudnia 1941 roku japoński nalot na amerykańskie bazy floty i lotnictwa w Pearl Harbor na Hawajach. Atak na najważniejszą bazę amerykańskiej Floty Pacyfiku oraz kilka baz armii amerykańskiej wciągnął Stany Zjednoczone do II wojny światowej i rozpoczął działania wojenne na obszarze Pacyfiku. Precyzyjnie zaplanowana i ćwiczona przez wiele miesięcy japońska operacja lotnicza, została przeprowadzona za pomocą 353 samolotów bombowych, torpedowych oraz myśliwskich. Przeprowadzając atak bez wcześniejszego wypowiedzenia wojny, japońska marynarka wojenna osiągnęła taktyczne zaskoczenie zadając duży cios amerykańskim zasobom militarnym na Pacyfiku. W dwugodzinnym ataku zatopionych lub ciężko uszkodzonych zostało pięć pancerników, na lotniskach zaś na wyspie Oʻahu zniszczonych lub ciężko uszkodzonych zostało 328 amerykańskich samolotów.
Mimo zadania amerykańskiej flocie ciężkich strat, japońskie dowództwo nie osiągnęło swoich głównych celów ataku, którymi było przede wszystkim zniszczenie amerykańskich lotniskowców oraz uniemożliwienie Stanom Zjednoczonym przeciwdziałania japońskiej ofensywie na obszarze Azji południowo-wschodniej przez okres co najmniej sześciu miesięcy. Rozpoczęło jednak amerykańskie działania zmierzające do zapewnienia Stanom Zjednoczonym obiecanego po ataku przez prezydenta Roosevelta „absolutnego zwycięstwa” oraz w konsekwencji utraty przez Japonię większości zdobyczy terytorialnych na terenie Azji oraz obszarze Pacyfiku. Japoński atak oraz zwycięstwo Armii Czerwonej w bitwie o Moskwę spowodowały przewartościowanie ocen ZSRR przez USA i Wielką Brytanię, i uznanie go za partnera w wojnie z III Rzeszą.

## Geneza ataku
Podczas I wojny światowej Stany Zjednoczone ostatecznie podjęły decyzję o rozbudowie bazy Pearl Harbor, tak by stała się jedną z głównych baz amerykańskiej floty, porównywalną wielkością i infrastrukturą do baz na zachodnim wybrzeżu kontynentalnych Stanów Zjednoczonych. Do 1934 r. wydano 47 mln dolarów na budowę bazy, która stała się zdolna do pomieszczenia całej Floty Pacyfiku z wyjątkiem największych lotniskowców (typu Lexington), dla których wejście do zatoki było jeszcze za płytkie (wejście pogłębiono w następnych latach). Ciężkie okręty floty często odwiedzały Pearl Harbor podczas ćwiczeń, w tym zwłaszcza dorocznych Fleet Problem, lecz nadal były bazowane na zachodnim wybrzeżu Stanów Zjednoczonych w San Diego (gdzie wcześniej ich część stacjonowała).
Wraz z pojawieniem się na horyzoncie wojny, amerykańskie wydatki na budowę bazy gwałtownie wzrosły, sięgając 100 mln dolarów do 1940 r. W maju 1940 r. Stany Zjednoczone podjęły decyzję o przebazowaniu głównych sił floty do Pearl Harbor, m.in. w celu wywarcia presji na Japonię oraz w obawie przed możliwym wycofaniem floty brytyjskiej z Dalekiego Wschodu. Ponadto zamierzano wzmocnić tym posunięciem obronę zależnych w tym czasie od USA Filipin.
Wielu wysokich rangą oficerów floty amerykańskiej uważało ten ruch za zbyt ryzykowny, obawiając się, że wysunięta baza w Pearl Harbor jest zbyt podatna na niespodziewany atak ze strony Japonii, która w dążeniu do rozwoju przemysłowego i gospodarczego, poszukiwała źródeł surowców drogą podbojów. Takie same potrzeby materiałowe miały armia i flota cesarska. Baza w Pearl Harbor widziana była więc jako zagrożenie dla dalszej ekspansji, mogła też stanowić punkt wyjścia dla spodziewanego przez Japończyków amerykańskiego kontrataku po przygotowywanej japońskiej inwazji na Holenderskie Indie Wschodnie i Singapur. U podłoża japońskiego ataku leżało też przekonanie japońskich najwyższych władz cywilnych i wojskowych, że w związku z japońską ekspansją w Azji południowo-wschodniej wojna ze Stanami Zjednoczonymi jest nieunikniona. Dowodzący japońską flotą adm. Isoroku Yamamoto uważał, że z racji różnicy potencjałów, Japonia nie jest w stanie wygrać takiej wojny. Rząd Japonii pod kierownictwem premiera Hideki Tōjō oraz najwyższe dowództwo cesarskiej armii zamierzały jednak wypowiedzieć wojnę Stanom Zjednoczonym, przekonane że bez tego nie będzie możliwa realizacja japońskich planów na Zachodnim Pacyfiku. Adm. Yamamoto został więc zmuszony do opracowania planu wojny przeciw USA, w nadziei na zajęcie Hawajów, odrzucenie floty amerykańskiej aż na zachodnie wybrzeże Stanów Zjednoczonych, i zmuszenie w ten sposób USA do zawarcia pokoju na warunkach podyktowanych przez Japonię.
Wciągnięciu Stanów Zjednoczonych do wojny sprzeciwiał się jednak szef sztabu japońskiej floty admirał Osami Nagano, którego zdaniem wojna z USA nie była konieczna i nieunikniona. Admirał Nagano należał do dowódców wspierających japońskie podboje w Chinach i Azji Południowowschodniej, uważał jednak że Stany Zjednoczone nie odpowiedzą zbrojnie na japońską ekspansję militarną, gdyż izolacjonistyczne społeczeństwo amerykańskie nie wyrazi zgody na wojnę w obronie interesów europejskich mocarstw kolonialnych, których nie popierało. Stanowisko Nagano licowało także z rozważaniami czy Stany Zjednoczone przystąpią do wojny w obronie Filipin, które miały już zagwarantowane uzyskanie niepodległości po pięciu następnych latach. Stanowisko dowódcy floty doprowadziło do konfliktu między szefem sztabu marynarki a jego podwładnym – dowódcą Połączonej Floty adm. Isoroku Yamamoto. W konsekwencji różnicy zdań, adm. Yamamoto zagroził admirałowi Nagano podaniem się do dymisji wraz z swoim sztabem, w razie braku zgody dowództwa floty na atak na Hawaje. W zwiazku z bardzo silną pozycją niezwykle popularnego w Japonii adm. Yamamoto, sztab generalny cesarskiej marynarki zmuszony został tym sposobem do ustępstwa.

## Cele ataku
Przeprowadzenie ataku umożliwić miało niezakłócone przeprowadzenie japońskich planów ofensywnych w Azji Południowowschodniej, bez amerykańskiej ingerencji ze strony okrętów stacjonujących na Hawajach. Japońscy planiści dążyli w związku z tym do zapewnienia że amerykańska flota nie będzie zdolna do podjęcia działań przeciw Japonii przez okres co najmniej sześciu miesięcy. Zgodnie z dominującą w tym czasie na świecie doktryną Mahana, o sile państwa decyduje siła floty, trzon tej ostatniej zaś stanowią ciężkie okręty liniowe, toteż zniszczenie amerykańskich pancerników stanowiło zadanie pierwszoplanowe ataku na bazę na wyspie Oʻahu. Samodzielnym celem ataku nie były natomiast lotniskowce, które w japońskim planie ujęte zostały jako cele drugoplanowe, w ramach drugoplanowego zadania określonego jako demobilizacja Floty Pacyfiku. Zdaniem admirała Yamamoto bowiem, większość Amerykanów – podobnie jak większość Japończyków – wciąż wierzy że pancerniki stanowią najpotężniejszą broń. Zatopienie jednego z nich, tym bardziej zatopienie kilku, będzie stanowić wstrząs dla społeczeństwa amerykańskiego, paraliżujący amerykańską wolę walki.

## Przygotowania do ataku
Japoński plan wojny ze Stanami Zjednoczonymi z lat 30. XX wieku zakładał oczekiwanie na nadejście floty amerykańskiej, co ostatecznie miało doprowadzić do wielkiej i zwycięskiej bitwy z nadszarpniętą wcześniej flotą amerykańską (podobnie udało się rozstrzygnąć wojnę z Rosją, w bitwie pod Cuszimą w 1905 roku). Jednakże wywiadowi japońskiemu udało się zdobyć amerykańskie plany dotyczące wojny z Japonią. Ów plan noszący kryptonim Rainbow Five („Tęcza 5”) zakładał zajęcie przez Amerykanów Wysp Marshalla, z których mogliby oni przejąć kontrolę nad Karolinami oraz Marianami. Z wielu względów, plan ten według japońskiego dowództwa oddalał w czasie decydującą bitwę na wodach Japonii, co doprowadziło do zrodzenia pomysłu, w którym owa decydująca wygrana batalia powinna się rozegrać na początku wojny w bazie przeciwnika.
Plan ataku na Pearl Harbor zrodził się w głowie dowódcy Połączonej Floty admirała Isoroku Yamamoto wiosną 1940 roku. U podstaw tego planu miał leżeć atak z 8 lutego 1904 roku, kiedy to bez wypowiedzenia wojny japońska eskadra zaatakowała niespodziewanie część rosyjskiej floty zakotwiczonej w Port Artur (w wyniku ataku ciężko uszkodzono pancerniki „Cesariewicz” i „Retwizan” oraz krążownik „Pałłada”). Całkowitego jednak przekonania do ataku na amerykańską bazę na Hawajach Yamamoto uzyskał po ataku na Tarent, kiedy to brytyjskie samoloty torpedowe zaatakowały bazę włoskiej marynarki wojennej w płytkich wodach portu Tarent. Dla Yamamoto to właśnie atak torpedowy był kluczem do sukcesu. Dotychczasowe próby w tak płytkich wodach kończyły się niepowodzeniem (torpedy grzęzły w dnie lub zmieniały całkowicie kurs), tym samym sukces Brytyjczyków, którzy zastosowali drewniane stabilizatory zanurzenia torped, miał przekonać ostatecznie Yamamoto. W grudniu 1940 Yamamoto przedstawił koncepcję ataku swojemu szefowi sztabu, a następnie zlecił mu wyszukanie osoby, która opracuje szczegółowy plan ataku. Wybór padł na admirała Takijirō Ōnishi, który rozpoczął przygotowania dokładnego planu ataku na Pearl Harbor.
W kwietniu 1941 roku Ōnishi przedstawił ogólny plan ataku, w którym zrodziły się dwa istotne problemy. Pierwszym z nich był problem zrzucania torped zwykłą metodą w płytkich wodach portu Pearl Harbor, drugi natomiast leżał u podstaw całej operacji i polegał na zachowaniu elementu zaskoczenia przy flocie składającej się z kilkudziesięciu okrętów. Dodatkowo japoński wywiad poinformował, że amerykańskie pancerniki cumują w Pearl Harbor parami, co oznaczało, że część z nich jest nieosiągalna dla torped. Japończycy podjęli działania w celu usunięcia przeszkód przed atakiem. Doświadczeni piloci rozpoczęli ćwiczenia w zatoce Kagoshima na wyspie Kiusiu zrzucania torped z możliwie jak najmniejszej wysokości. Ponadto Japończycy zamówili torpedy typu brytyjskiego, które były mniejsze od torped japońskich (zawierały jednocześnie mniej materiału wybuchowego). Na torpedach zamontowano dodatkowo drewniane stabilizatory, dzięki czemu po zrzuceniu żadna z nich nie grzęzła w dnie. Drugim głównym problemem do rozwiązania było utrzymanie w tajemnicy marszu kilkudziesięciu okrętów przez Ocean Spokojny. Dowództwo po długiej analizie zdecydowało, że flota popłynie w stronę Hawajów północną częścią Pacyfiku, która była rzadko uczęszczana z uwagi na panujące warunki pogodowe, ryzyko złego stanu morza uniemożliwiającego start samolotów uznano za konieczne. Problem nieosiągalności przez torpedy części pancerników postanowiono rozwiązać poprzez przeróbkę pocisków morskich o kalibrze 406 mm na bomby o masie około jednej tony.
13 września 1941 roku zakończono opracowywanie planu, kilka tygodni później (5 października 1941) na lotniskowcu „Akagi” odbyła się odprawa pilotów wybranych do przeprowadzenia ataku.

### Gry wojenne
W dniach 16 do 17 września 1941 roku przeprowadzono pierwszą serię gier wojennych w których zaangażowano wszystkie cztery duże lotniskowce w aktywnej służbie. W przebiegu pierwszej z nich japońskie okręty zostały wykryte przed startem ich grup lotniczych, w efekcie czego japońskie samoloty napotkały silny opór ze strony amerykańskiego lotnictwa oraz obrony przeciwlotniczej. Japońskie straty w trakcie gry wojennej sięgnęły 106 do 127 samolotów, w zależności od kompozycji danego ugrupowania uderzeniowego. Przy wysokich stratach bliskich połowy zaangażowanych samolotów, wyrządzone amerykańskiej flocie straty były relatywnie niewielkie, zaś skutkiem amerykańskiego kontrataku, zatopione zostały dwa japońskie lotniskowce dwa pozostałe zaś uszkodzone. Taki wynik gry wojennej oznaczał całkowitą klęskę operacji. Toteż scenariusz gry został zmodyfikowany, przez wprowadzenie szybkiego podejścia do rejonu ataku podczas nocy, i startu grup uderzeniowych zanim wystartują amerykańskie samoloty porannego zwiadu lotniczego, Takie podejście pozwoliło na całkowite zaskoczenie amerykańskiej obrony, zniszczenie czterech pancerników i ciężkie uszkodzenie jednego, zatopienie dwóch lotniskowców oraz uszkodzenie jednego. W amerykańskim kontrataku zaś, zatopiony został jeden japoński lotniskowiec, jeden zaś uszkodzony. W tej serii gier potwierdzono, że atak na Pearl Harbor był możliwy, oczekiwać jednak należy wysokich strat własnych. Nie są natomiast współcześnie znane szczegóły tej serii gier wojennych, w tym kompozycja grup uderzeniowych.
Kolejne gry wojenne przeprowadzone zostały 13 października 1941 roku, tym razem z udziałem adm. Yamamoto na pokładzie pancernika „Nagato”. W grach zaangażowane zostały tylko trzy lotniskowce. Mimo osiągniętego w grze zaskoczenia, zadane przeciwnikowi straty oceniono jako umiarkowane, w postaci uszkodzenia trzech amerykańskich lotniskowców. Japońskie okręty nie odniosły w grze żadnych uszkodzeń, jednak ogólnie, efekty operacji określono jako niesatysfakcjonujące. Gra ta niezbicie udowodniła potrzebę zaangażowania większej liczby lotniskowców. Pozwoliło to admirałowi Yamamoto na uzyskanie kilka tygodni później zgody na użycie sześciu lotniskowców w zbliżającej się operacji.

## Kompozycja sił i plan ataku
| 1. Flota Powietrzna (wadm. Chūichi Nagumo) | 1. Flota Powietrzna (wadm. Chūichi Nagumo)                                              | 1. Flota Powietrzna (wadm. Chūichi Nagumo)           |
| ------------------------------------------ | --------------------------------------------------------------------------------------- | ---------------------------------------------------- |
| 1. Dywizjon lotniskowców                   | „Akagi”                                                                                 | „Kaga”                                               |
| 2. Dywizjon lotniskowców                   | „Hiryū”                                                                                 | „Sōryū”                                              |
| 5. Dywizjon lotniskowców                   | „Shōkaku”                                                                               | „Zuikaku”                                            |
| Siły eskorty                               |                                                                                         |                                                      |
| 3. Dywizjon pancerników                    | „Hiei”                                                                                  | „Kirishima”                                          |
| 8. Dywizjon krążowników                    | „Chikuma”                                                                               | „Tone”                                               |
| 1. Eskadra niszczycieli                    | Krążownik lekki „Abukuma”                                                               | Krążownik lekki „Abukuma”                            |
| 1. Eskadra niszczycieli                    | „Isokaze”, „Tanikaze”, „Hayashio”, „Hamakaze” „Kagerō”, „Shiranui”, „Kasumi”, „Urakaze” |                                                      |
| 2. Dywizjon okrętów podwodnych             | I-19, I-21, I-23                                                                        | I-19, I-21, I-23                                     |
| 1. Grupa zaopatrzenia                      | Cztery zbiornikowce w eskorcie niszczyciela „Kasumi”                                    | Cztery zbiornikowce w eskorcie niszczyciela „Kasumi” |
| 2. Grupa zaopatrzenia                      | Trzy zbiornikowce w eskorcie „Arare”                                                    | Trzy zbiornikowce w eskorcie „Arare”                 |

Trzon japońskiego zespołu uderzeniowego pełniło sześć lotniskowców: „Akagi”, „Kaga”, „Hiryū”, „Sōryū”, „Zuikaku” i „Shōkaku”, które osłaniane były przez dwa pancerniki 3. Dywizjonu pancerników „Hiei” i „Kirishima”, dwa krążowniki ciężkie „Chikuma” i „Tone” oraz przez 1. Eskadrę niszczycieli w której rolę lidera pełnił krążownik lekki „Abukuma”. Rolę zaopatrzeniową pełnić miało według planu osiem zbiornikowców, w rzeczywistości udział w operacji wzięło siedem jednostek tego rodzaju. Rozkaz nr 3 dla lotniskowcowego zespołu uderzeniowego, wskazywał na użycie w ataku łącznie 381 samolotów w dwóch falach, z których 162 samoloty miały być użyte przeciw okrętom – pancernikom, lotniskowcom i krążownikom, pozostałe zaś 189 przeciwko samolotom oraz lotniskom.
1. fala

Pierwsza fala uderzenia obejmowała 189 samolotów, z których 90 maszyn zaatakować miało Flotę Pacyfiku;
- 40 Nakajima B5N „Kate” przenoszące 40 torped wz. 91, dla 24 z nich celem pierwszoplanowym były pancerniki, 16 zaś zaatakować miało lotniskowce;
- 50 B5N „Kate”  przenoszących 50 przeciwpancernych bomb 800 kg których zadaniem był atak na pancerniki po wewnętrznej stronie każdej z par u nabrzeża, 99 zaś B5N skierowanych było do ataku na lotniska;
- 54 bombowce nurkujące Aichi D3A „Val” z 54 bombami 250 kg skierowanych przeciwko lotniskom;
- 45 samolotów myśliwskich Mitsubishi A6M „Zero”.

Pierwsza fala uderzenia torpedowego niemal skierowana była w większości przeciw pancernikom w Battleship Row. Do ataku na lotniskowce przeznaczono jedynie osiem samolotów torpedowych z lotniskowca „Sōryū” oraz osiem Nakajima B5N „Kate” z „Hiryū”. Osobną uwagę poświęcono stojącym w parach pancernikom niedostępnym dla ataku torpedowego, które osłonięte były przed takim atakiem jednostkami siostrzanymi. Do ataku na nie przeznaczono 50 „Kate”, które przeprowadzić miały atak w bombardowaniu horyzontalnym, za pomocą 800 kg bomb wz. 99 nr 80 stanowiących zmodyfikowane pociski przeciwpancerne kalibru 41 cm.
2. fala

Druga fala składała się z 171 samolotów:
- 81 D3A „Val” przenoszacych 81 bomb 250 kg ogólnego przeznaczenia, których celem był atak na pozostałe okręty w Pearl Harbor, w tym przede wszystkim lotniskowce, z celami alternatywnymi w postaci krążowników i pancerników;
- 54 B5N „Kate” przenoszące jedną bombę ogólnego przeznaczenia 250 kg albo sześć bomb 60 kg, bądź też dwie bomby 250 kg, których celem były lotniska, hangary i inne instalacje;
- 36 myśliwców A6m „Zero”[23].

Do obrony powietrznej zespołu lotniskowców Kidō-butai przed możliwym amerykańskim kontratakiem, przeznaczono łącznie 48 samolotów myśliwskich „Zero”, z których przynajmniej 1/3 w każdym czasie pełniła rolę CAP.

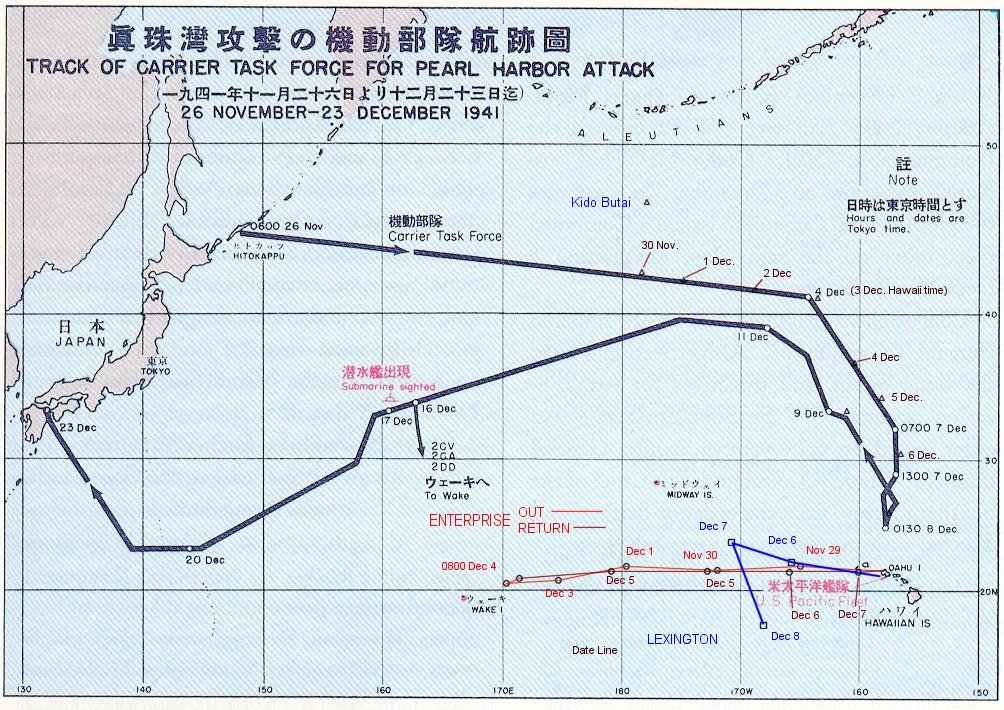
Marszruta japońskiego zespołu uderzeniowego Kidō Butai w drodze do i z Pearl Harbor.

Wśród sił amerykańskich w Pearl Harbor znajdowało się 8 pancerników, 2 ciężkie i 6 lekkich krążowników, 29 niszczycieli, 5 okrętów podwodnych, 20 okrętów pozostałych klas (stawiacze min, trałowce) oraz 24 jednostki pomocnicze. Na lotniskach osłonę powietrzną zapewniało zaś 387 samolotów wspieranych przez baterie przeciwlotnicze. Z kolei główny cel ataku – oba lotniskowce wyszły w ocean nieco wcześniej.

## Przebieg operacji
2 listopada 1941 roku plan operacji został ujawniony w masowym briefingu na pokładzie flagowego lotniskowca „Akagi”, przez kolejne dwa tygodnie przeprowadzano zaś serię związanych z atakiem ćwiczeń. 11 listopada swoją bazę w zatoce Saeki na Kiusiu opuściło dziewięć dużych okrętów podwodnych, które po uzupełnieniu paliwa na Kwajalein, popłynąć miały do Pearl Harbor. Zwiększało to liczbę okrętów podwodnych operujących w pobliżu Hawajów do 23, z których pięć przenosiło miniaturowe okręty podwodne. 22 listopada poszczególne okręty głównego zespołu uderzeniowego opuściły swoje porty macierzyste udając się do Zatoki Hitokappu w Wyspach Kurylskich, którą cały japoński zespół opuścił o 6:00 rano 24 listopada, udając się w kierunku Hawajów. Trasa rejsu japońskiego zespołu została zaplanowana przez północny Pacyfik, aby celem ukrycia rejsu ominąć rejony uczęszczane przez żeglugę. W tym samym również celu Kido butai odbywał 13-dniowy rejs w całkowitej ciszy radiowej. Równocześnie z zespołem dowodzonym przez admirała Nagumo, ze swoich stałych miejsc stacjonowania wypłynęło ponad 90% całej japońskiej floty, pozycjonując się do ataków w różnych miejscach zachodniego Pacyfiku, zgodnie z japońskim planem błyskawicznego zajmowania terytoriów w Azji Południowo-Wschodniej, na froncie o długości 6000 mil morskich. Kido butai zaś zmierzał w kierunku oddalonego 230 mil morskich na północ od Oʻahu wyznaczonego punktu startu pierwszej fali uderzenia. 2 grudnia 1941 roku na pokładzie „Akagi” odebrano zakodowaną wiadomość o treści „Wspiąć się na górę Nitaka 1208”, co oznaczało upadek negocjacji dyplomatycznych między Stanami Zjednoczonymi, a Japonią, oraz potwierdzenie rozkazu przeprowadzenia ataku 8 grudnia czasu tokijskiego, odpowiadającemu 7 grudnia czasu hawajskiego. O godzinie 01:50 dnia ataku, na „Akagi” odebrano wiadomość z japońskiego konsulatu na Hawajach, zgodnie z którą  w bazie znajdowało się dziewięć pancerników, trzy lekkie krążowniki, trzy transportowce wodnosamolotów i 17 niszczycieli. Cztery lekkie krążowniki natomiast oraz dwa niszczyciele znajdowały się w suchych dokach. Brak było natomiast w bazie lotniskowców oraz ciężkich krążowników.
7 grudnia 1941 r. rozpoczął się japoński nalot na bazę Pearl Harbor, rozpoczynając tym samym wojnę na Pacyfiku. Na dzień ataku została wybrana niedziela, aby opóźnić reakcję. Rozkaz przygotowania się do ataku (Tenkai!) nadał o 7:40 komandor porucznik lotnictwa Mitsuo Fuchida. Hasło wzywające do właściwego ataku brzmiało To! To! To!, nadane o 7:49. Najbardziej znane z trzech haseł, Tora! Tora! Tora!, oznaczało, że wróg został zupełnie zaskoczony. Niecałe trzy minuty później z pancernika USS „Oklahoma” zestrzelono japoński samolot torpedowy, który rozbił się przy hangarach na lotnisku.

### Atak na lotniska

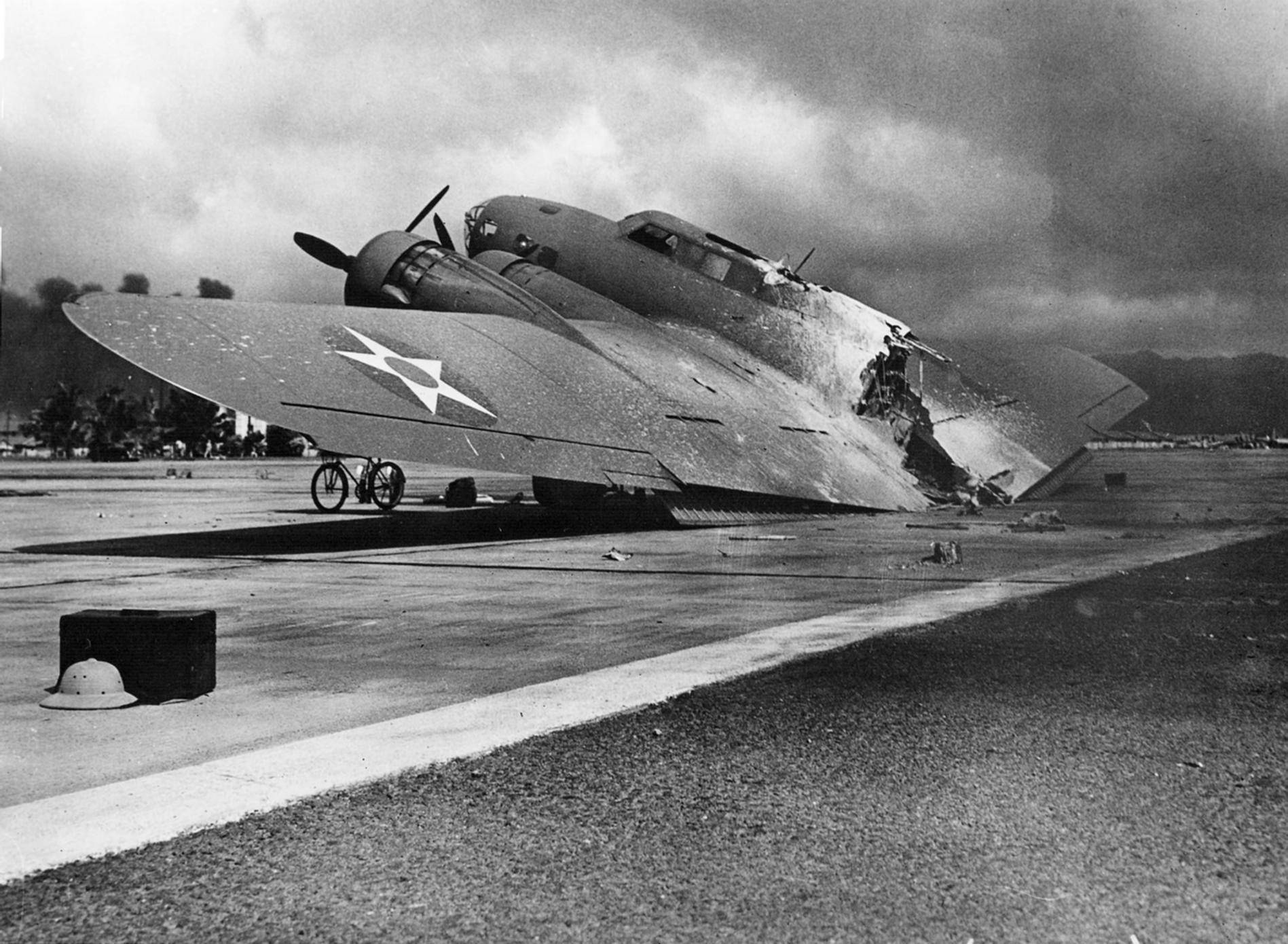
Zniszczony bombowiec B-17 po ataku na bazę lotniczą Hickam

Pierwsza japońska bomba upadła o godzinie 07:51 na lotnisko armii Wheeler, sześć minut przed zrzuceniem pierwszej torpedy w Pearl Harbor. Lotnisko zaatakowane zostało przez 25 bombowców nurkujących Aichi D3A „Val”, które bombami 250 kg zbombardowały gęsto zaparkowane celem utrudnienia sabotażu samoloty. Mimo tego, niektóre amerykańskie samoloty pozostawały nieuszkodzone, toteż bombowce wraz z towarzyszącymi im samolotami myśliwskimi Mitsubishi A6M „Zero” rozpoczęły ich ostrzał z broni pokładowej. O godzinie 07:48 (bądź 07:53), zaatakowana została baza lotnicza piechoty morskiej Kaneohe, chwilę zaś później 17 bombowców zaatakowało hangary i budynki administracyjne Hickam Air Force Base z jej bombowcami B-17, B-18 i A-20. Jedna z bomb natychmiast zabiła 35 osób, trafiając w mesę podczas trwającego śniadania. Myśliwce eskortujące zbliżające się do Pearl Harbor bombowce, odłączyły się od nich, aby zaatakować lotnisko marines Ewa, i do godziny 08:15 2/3 zgromadzonych tam samolotów, zostało zniszczonych lub uszkodzonych.

### Atak torpedowy
Niezgodnie z japońskim planem operacyjnym, nad samą bazę Pearl Harbor pierwsze nadleciały bombowce nurkujące, które skutkiem błędu dowodzącego pierwszą falą uderzenia Fuchidy, przystąpiły do ataku zanim nadleciały bombowce torpedowe. Jako pierwszy, zaatakowany został południowy brzeg wyspy Ford z jej hangarami wodnosamolotów i zaparkowanymi samolotami. Tymczasem samoloty torpedowe podzielone były na dwie grupy po dwie formacje każda, i prowadzone były przez twórcę japońskiego lotnictwa torpedowego kmdra ppor Shigeharu Muratę, dowódcę grupy lotniczej lotniskowca „Akagi”. Murata prowadził do ataku 12 bombowców torpedowych Nakajima B5N „Kate” z „Akagi” i 12 z lotniskowca „Kaga”, w drugiej zaś grupie znajdowało się o 8 „Kate” z lotniskowca „Sōryū” i 8 z „Hiryū”, pod dowództwem kpt. Hiraty Matsumary. Grupa samolotów Muraty kierowała się do ataku na „Battleship Row” gdzie stacjonowały pancerniki, grupa Matsumary natomiast na miejsce cumowania lotniskowców.
Na miejscu cumowania lotniskowców nie było jednak okrętów lotniczych, przez pomyłkę w identyfikacji, sześć samolotów Matsumary zaatakowało natomiast stary pancernik USS „Utah” (BB-31) pełniący w tym okresie rolę już tylko okrętu-celu. Z sześciu zrzuconych torped wz. 93 jedynie dwie trafiły cel, jedna natomiast chybiając, o 07:55 trafiła w krążownik „Raleigh”. Pozostałe samoloty Matsumary, które nie odnalazły lotniskowców, skierowały się w kierunku „Battleship Row”.
Samoloty, które skierowały się w stronę miejsca cumowania USS „Pennsylvania” (BB-38) przy nabrzeżu 1010, nie odnalazły pancernika, który w tym czasie znajdował się w suchym doku. Załogi dostrzegły natomiast krążownik lekki USS „Helena” (CL-50) i stojący przy jego burcie flagowy stawiacz min Floty Pacyfiku USS „Oglala” (CM-4). Biorąc sylwetki dwóch stojących obok siebie okrętów za jeden pancernik, Japończycy przeprowadzili atak torpedowy zakończony pojedynczym trafieniem „Heleny” o godzinie 07:57 przez torpedę, która przepłynęła pod stępką „Oglali”. Krążownik został uszkodzony w rejonie maszynowni, a eksplozja tej torpedy uszkodziła również stary okręt minowy. Japońskie samoloty nie były jednak przeznaczone do ataków torpedowych na tak małe cele jak lekki krążownik czy stawiacz min. Tymczasem kolejny spowodowany błędną identyfikacją atak doprowadził do zmarnowania dodatkowych czterech torped, które nie trafiły w żaden cel.
Tymczasem kmdr Murata prowadził swoje 24 bombowce torpedowe „Akagi” i „Kaga” 10 mil na zachód od Pearl Harbor w kierunku południowo-wschodnim, dym z płomieni i eksplozji wywołanych przez bombowce nurkujące przysłaniał mu jednak widok na port. Murata okrążył więc „Battleship Row” i ostatecznie rozpoczął swój atak cztery minuty po pierwszych bombach bombowców nurkujących. Celem pierwszego ataku grupy Muraty był pancernik USS „Oklahoma” (BB-37), a pierwsza z torped upadła do wody w „Battleship Row” tuż przed podniesieniem bander o godzinie 08:00. Japońskie samoloty torpedowe obu grup, często przeszkadzały sobie wzajemnie w małej przestrzeni powietrznej nad portem, utrudniając, a czasami doprowadzając do przerwania celowania i ataków torpedowych. Na domiar złego, wcześniejszy atak bombowców nurkujących na wyspę Ford zaalarmował załogi amerykańskich okrętów, które zdołały w niektórych przypadkach obsadzić swoją artylerię przeciwlotniczą. Obsługi karabinów maszynowych kalibru 12,7 mm niszczyciela USS „Bagley” (DD-386) na przykład, miały udział w zestrzeleniu 4 z 5 strąconych japońskich samolotów torpedowych, zaś pocisk działa 127 mm z pancernika USS „Nevada” (BB-36) spowodował eksplozję głowicy torpedy bezpośrednio pod kadłubem przenoszącego ją „Kate” kapitana Suzuki Mimori. W obliczu jednak tężejącego ognia przeciwlotniczego, większość samolotów torpedowych obrała za cel pancerniki „Oklahoma” i USS „West Virginia” (BB-48). Toteż wkrótce „Oklahoma” przewróciła się do góry stępką, dysponująca natomiast nowocześniejszym systemem biernej ochrony przeciwtorpedowej „West Wirginia”, została ocalona przed przewróceniem się dzięki inicjatywie młodszych oficerów, którzy wykonali przeciwzalewanie, przez co okręt osiadł na dnie na równej stępce.
Bierny system ochrony przeciwtorpedowej pancernika USS „California” (BB-44) wytrzymywał ataki torpedowe, efekty jednak jego działania zostały zniweczone przez otwarte celem przeglądu materiałowego luki inspekcyjne. „Nevada” została natomiast storpedowana w przednią część bakburty, co powinna była wytrzymać, jednak konieczność celowego zalania jej przedniego magazynu amunicji skutkiem bliskości pożaru, problemy komunikacyjne wewnątrz okrętu, dodatkowe uszkodzenia odniesione skutkiem uderzeń bomb, słaba integralność wodoszczelna oraz powodujące jej zalewanie niedoskonałości konstrukcyjne spowodowały, że okręt został ostatecznie celowo wysadzony na brzeg.

### Atak bombowców horyzontalnych

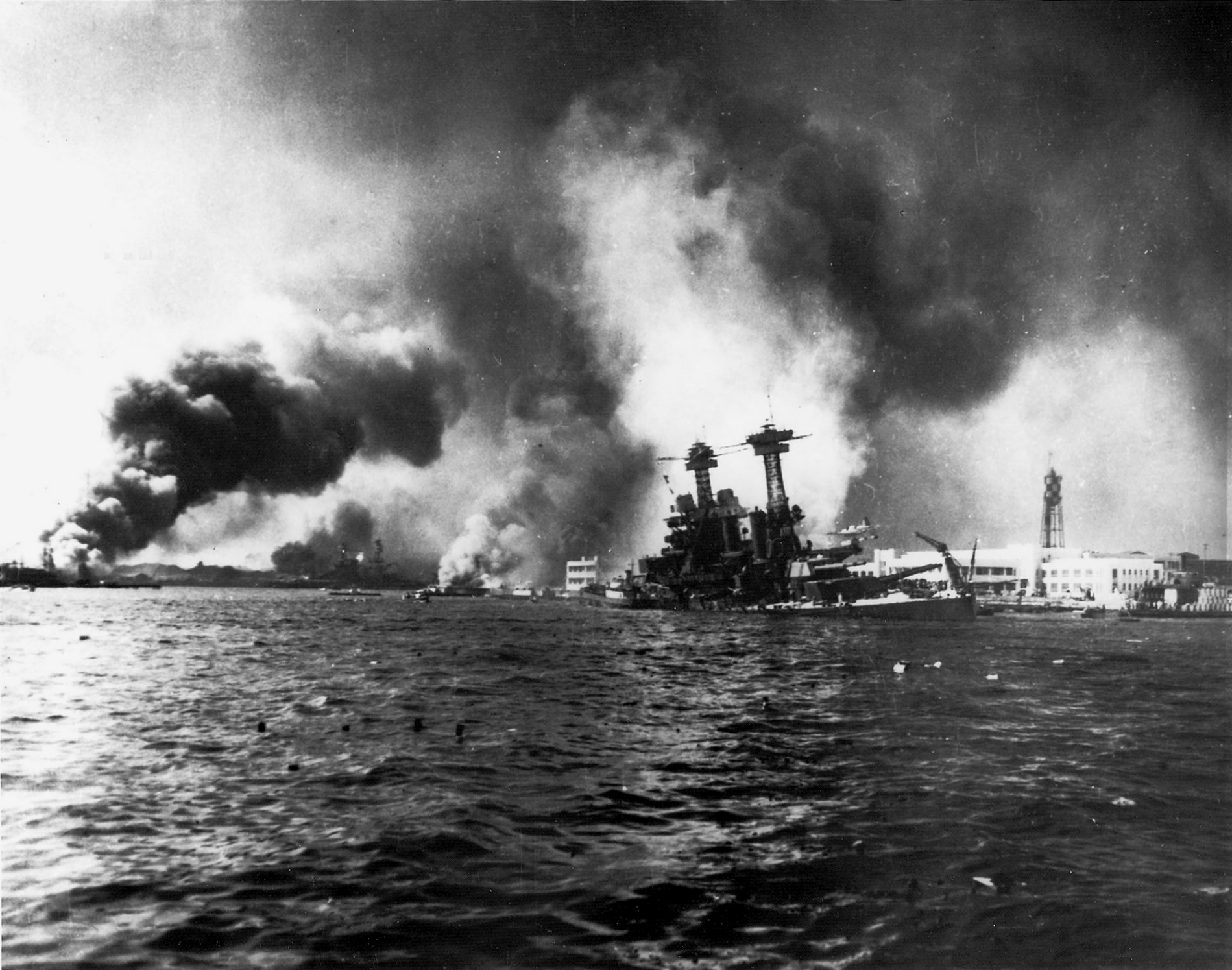
USS „California” tonie podczas ataku

Atakujące w pierwszej fali bombowce horyzontalne, podzielone były na 10 formacji w kształcie „V” z pięcioma samolotami każda, z wiodącym bombardierem na czele każdej z nich. Wszystkie formacje ustawione były do przelecenia nad celami pojedynczo, jedna za drugą. Wprawdzie operujące jako bombowce horyzontalne Nakajima B5N „Kate” rozpoczęły atak zaledwie 10 minut po „Kate” przenoszących torpedy, wszystkie zostały zaskoczone ciężkim ogniem przeciwlotniczym, co w połączeniu z liniową formacją samolotów, narażało je na ryzyko znacznych strat. Na dodatek, podobnie jak w przypadku samolotów torpedowych, zadymienie spowodowane wcześniejszymi atakami utrudniło bombardierom uzyskanie czystego obrazu sytuacji w sytuacji, gdy dokładne wyrównanie nad celami było krytycznym czynnikiem uzyskania odpowiedniej celności.
Początkowym celem była Nevada, co było o tyle dziwnym wyborem, że okręt ten nie stał samotnie i jako taki był dogodnym celem dla ataków torpedowych. Atak na Nevadę został jednak przerwany przez eksplozję  magazynów USS „Arizony” (BB-39). Ponowny atak na nią, a być może nawet dwa, zostały przerwane z powodu zadymienia. Ostatecznie udało im się sformować atak na USS „Maryland” (BB-46). Z dziesięciu grup samolotów, dwie grupy – w tym formacja Fuchidy – zrzuciły swoje bomby całkowicie niecelnie. Druga zaś, usiłując zbombardować „Californię” (BB-44), o 08:25 zrzuciła swoje bomby w lagunę po stronie dziobowej części sterburty. Z dwóch formacji atakujących „Arizonę” każda uzyskała po jednym trafieniu, jedna z bomb trafiła też stojący obok transportowiec USS „Vestal” (AR-4).

## Po ataku

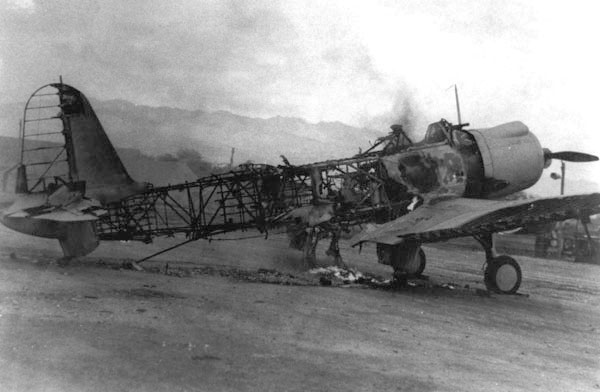
Zniszczony SB2U Vindicator na lotnisku Ewa Field

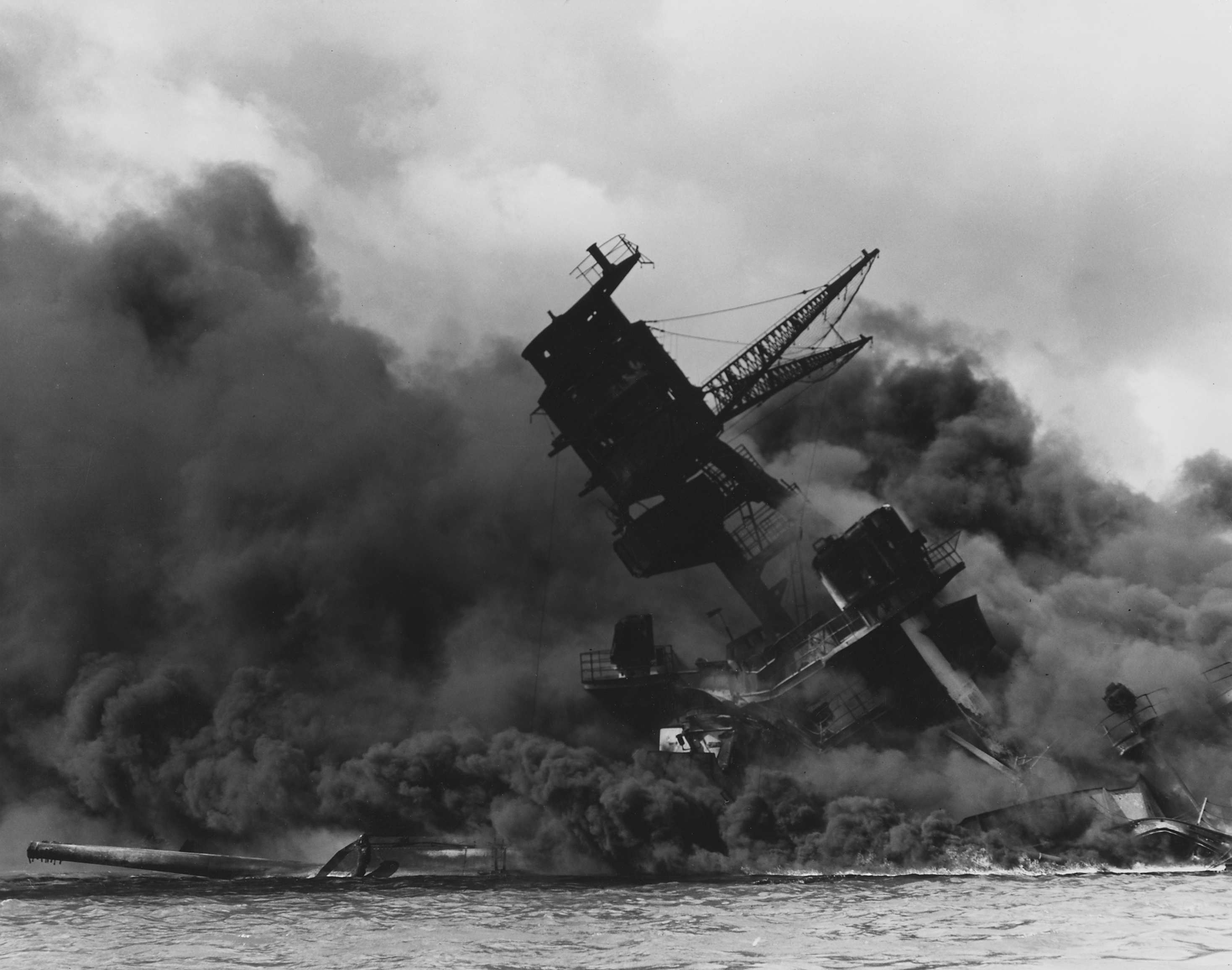
USS „Arizona” zniszczony podczas ataku

W ciągu jednego dnia zginęło w amerykańskiej bazie wojskowej 2335 żołnierzy i marynarzy oraz 68 cywilów. Rany odniosło odpowiednio 1143 i 35 osób. Jednak tego zdarzenia podobno można było uniknąć – w nocy amerykański niszczyciel USS „Ward” dostrzegł jeden z miniaturowych japońskich okrętów podwodnych próbujących wślizgnąć się do Pearl Harbor, powiadomił oficera dyżurnego i rozkazano otworzyć ogień. Trafiono kiosk okrętu, po czym ten zatonął. Jednak dowódca niszczyciela pełnił swój pierwszy patrol morski jako kapitan niszczyciela, więc oficer dyżurny zignorował jego ostrzeżenie, myśląc iż zobaczono wieloryba.
Z ośmiu amerykańskich pancerników obecnych w porcie, 5 zostało zatopionych, a pozostałe 3 odniosły lekkie uszkodzenia. Ponadto Amerykanie utracili dwa niszczyciele i jeden stary pancernik USS „Utah” służący jako okręt-cel oraz jednostka szkoleniowa obrony przeciwlotniczej, a wiele innych mniejszych okrętów odniosło uszkodzenia. Amerykanie stracili również wiele samolotów zniszczonych na lotniskach. Zwycięstwo Japonii kosztowało ją zaledwie 29 samolotów i 5 miniaturowych okrętów podwodnych oraz 65 ludzi.
Jednak amerykańskie straty miały w rzeczywistości dużo mniejsze znaczenie, niż się z początku wydawało. Dalsze działania na Pacyfiku udowodniły, że tradycyjne pancerniki nie są w stanie odgrywać znaczącej roli w wojnie morskiej zdominowanej przez lotnictwo. Tak więc wyeliminowanie około połowy amerykańskich okrętów tego typu nie miało decydującego wpływu na praktyczne możliwości bojowe amerykańskiej floty.
Mimo to japoński sukces był dla Amerykanów dużym szokiem i skłonił ich do przejścia do obrony na akwenie Pacyfiku. To pozwoliło Japończykom na przeprowadzenie udanej serii śmiałych ataków i stworzenie rozległej pozycji obronnej przez opanowanie szeregu wysp na wielkim łuku od Aleutów po Birmę, a także zniszczenie sił amerykańskich na Filipinach. Pasmo japońskich zwycięstw na Pacyfiku ciągnęło się przez następne pół roku, aż do ich klęski w bitwie pod Midway.
Atak Japończyków był bezprecedensowy, bowiem nie wypowiedzieli oni wcześniej wojny Amerykanom. W okresie bezpośrednio poprzedzającym japoński atak, obserwowano jednak symptomy zbliżającego się ataku, były one jednak błędnie interpretowane, nierozpoznane lub ignorowane. Dowództwo amerykańskiej Floty Pacyfiku, zdając sobie sprawę z nieuchronności wojny z Japonią, spodziewało się raczej cesarskiego ataku na Filipiny. Starało się wobec tego wzmocnić obronę Filipin, a w dalszej kolejności Wysp Midway.
Z pięciu zatopionych amerykańskich pancerników tylko dwa, USS „Arizona” i USS „Oklahoma”, zostały stracone bezpowrotnie. Pozostałe trzy, USS „California”, USS „Nevada” i USS „West Virginia”, zostały podniesione z dna w pierwszej połowie 1942 r., a następnie naprawione lub przebudowane i przywrócone do czynnej służby. „Oklahoma” został podniesiony i wprowadzony do suchego doku, ale wyremontowanie okrętu uznano za nieopłacalne. Do dziś na dnie na małej głębokości leży wrak pancernika „Arizona”, zniszczonego przez eksplozję wewnętrzną, która zabiła 1117 marynarzy, powodując blisko połowę amerykańskich strat podczas ataku. W 1962 r. wrak przekształcono w pomnik przez skonstruowanie bezpośrednio na nim specjalnej budowli.
Podczas ataku infrastruktura bazy w Pearl Harbor odniosła tylko nieznaczne szkody. Japończycy nie zniszczyli również ogromnych i łatwo widocznych zbiorników z olejem napędowym, niezbędnych do dalszych działań floty (zgromadzonych było 4,5 mln baryłek ropy). Stało się tak dlatego, iż atak na infrastrukturę i zapasy paliwa miał być przeprowadzony w III fazie ataku. Do tego jednak nie doszło, gdyż ostrożny admirał Nagumo stwierdził, że główny cel – neutralizacja amerykańskiej Floty Pacyfiku – został osiągnięty. Okazało się to potem fatalnym błędem, gdyż efekty III fazy ataku mogłyby wyłączyć z użycia port w Pearl Harbor na bardzo długi czas. Baza odegrała kluczową rolę w walkach na Pacyfiku, korzystając z doskonałego położenia, stosunkowo bliskiego do rejonów, gdzie odbywały się walki. Po ataku pierwszego dnia wojny Japończycy nie podjęli już jakichkolwiek prób ponownego ataku na bazę, choć kilkakrotnie ich samoloty próbowały wykonać nad nią loty rozpoznawcze.
Dzień po ataku prezydent Franklin Delano Roosevelt wygłosił orędzie do narodu amerykańskiego o treści:

Wczoraj, 7 grudnia 1941 roku – w dniu hańby – Stany Zjednoczone Ameryki zostały w niesprowokowanym i tchórzliwym ataku z premedytacją zaatakowane przez morskie i lotnicze siły Cesarstwa Japonii. Z żalem zawiadamiam was, że wielu Amerykanów straciło życie. Wobec tego zwracam się do Kongresu, aby ogłosił stan wojny pomiędzy Stanami Zjednoczonymi a Japonią.

Kongres 8 grudnia podjął żądaną uchwałę. W odpowiedzi, 11 grudnia sojusznicy Japonii, III Rzesza i Królestwo Włoch, wypowiedzieli wojnę Stanom Zjednoczonym. Tego samego dnia stan wojny z oboma tymi państwami ogłosił Kongres USA.
Nie ustalono kto był pierwszą ofiarą japońskiego nalotu na Pearl Harbor, jednakże pierwsza depesza wysłana do USA z informacją o zabitym w wyniku tego ataku żołnierzu amerykańskim, dotyczyła Roberta Niedźwiedzkiego – Amerykanina polskiego pochodzenia. Niektóre źródła podają, że w ten sposób stał się on pierwszym oficjalnie zarejestrowanym żołnierzem amerykańskim poległym w czasie II wojny światowej (oraz że pierwszym poległym w I wojnie światowej Amerykaninem był również żołnierz polskiego pochodzenia). Inne źródła jako pierwszego Amerykanina poległego w czasie konfliktu podają Roberta M. Loseya, który zginął w Norwegii w kwietniu 1940, a więc ponad półtora roku przed japońskim atakiem. Co do pierwszego Amerykanina poległego w czasie I wojny światowej nie ma zgodności, jednak żadna z domniemanych osób nie jest polskiego pochodzenia.
Następnego dnia po ataku na Pearl Harbor – 8 grudnia 1941 – samoloty japońskie przeprowadziły intensywne i wielokrotne naloty na Dalekie Wyspy Mniejsze Stanów Zjednoczonych – Howland, Baker, Jarvis oraz wyspy z atolu Feniks, wspierane ostrzałem artyleryjskim z okrętów podwodnych. W ich wyniku zginęło dwóch kolonistów na wyspie Howland. Stany Zjednoczone wycofały kolonistów i personel wojskowy z tych wysp, a atak Japończyków na wyspy został utajniony (nie był nawet raportowany do Waszyngtonu).

## Straty amerykańskie
| Nazwa okrętu    | Klasa                 | Rodzaj trafień                                         | Uszkodzenia                                           | Zabici                         | Status                                                           |
| --------------- | --------------------- | ------------------------------------------------------ | ----------------------------------------------------- | ------------------------------ | ---------------------------------------------------------------- |
| „Arizona”       | pancernik             | 7 bomb (w tym 4 bezpośrednie trafienia)                | zatopiony                                             | 1177                           | całkowite zniszczenie                                            |
| „California”    | pancernik             | 2 bomby, 2 torpedy                                     | zatopiony                                             | 100                            | przywrócony do służby w styczniu 1944                            |
| „Cassin”        | niszczyciel           | 1 bomba                                                | spalony                                               | brak                           | przywrócony do służby w lutym 1944                               |
| „Curtiss”       | tender wodnosamolotów | 1 bomba, zderzenie z 1 samolotem wroga                 | częściowe zniszczenie pokładów, uszkodzony dźwig      | 19                             | przywrócony do służby w lutym 1942                               |
| „Downes”        | niszczyciel           | brak                                                   | spalony                                               | brak                           | przywrócony do służby w listopadzie 1943                         |
| „Helena”        | lekki krążownik       | 1 torpeda                                              | częściowe zalanie                                     | 20                             | przywrócony do służby w styczniu 1942                            |
| „Honolulu”      | lekki krążownik       | brak bezpośrednich, 1 wybuch w bezpośredniej bliskości | niewielkie uszkodzenia kadłuba                        | brak                           | pozostał w służbie po naprawach                                  |
| „Maryland”      | pancernik             | 2 bomby                                                | lekkie uszkodzenia                                    | 4                              | przywrócony do służby w lutym 1942                               |
| „Nevada”        | pancernik             | 16 bomb (w tym 6 bezpośrednich trafień), 2 torpedy     | stosunkowo niewielkie, osadzony na mieliźnie          | 60                             | przywrócony do służby w październiku 1942                        |
| „Oglala”        | stawiacz min          | 1 torpeda, 1 bomba w pobliżu                           | zatopiony                                             | brak                           | przywrócony do służby w lutym 1944                               |
| „Oklahoma”      | pancernik             | 10 torped (w tym 9 bezpośrednich trafień)              | zatopiony                                             | 429                            | podniesiony z dna w listopadzie 1943; sprzedany na złom, zatonął |
| „Pennsylvania”  | pancernik             | 1 bomba                                                | niewielkie uszkodzenia                                | 15 zabitych (i 14 zaginionych) | przywrócony do służby w kwietniu 1942                            |
| „Raleigh”       | lekki krążownik       | 1 torpeda                                              | lekkie uszkodzenia                                    | brak                           | przywrócony do służby w lutym 1942                               |
| „Shaw”          | niszczyciel           | 3 bomby                                                | częściowe zatopienie, zniszczenie przedniego magazynu | brak                           | przywrócony do służby latem 1942                                 |
| „Tennessee”     | pancernik             | 2 bomby                                                | lekkie uszkodzenia                                    | brak                           | przywrócony do służby w lutym 1942                               |
| „Utah”          | pancernik             | 1 torpeda                                              | częściowo zatopiony                                   | 58                             | wycofany ze służby – pozostaje w częściowym zanurzeniu do dziś   |
| „Vestal”        | okręt naprawczy       | 2 bomby; ogień z „Arizony”                             | nadpalenia, częściowe zalanie, osadzony na mieliźnie  | brak                           | przywrócony do służby w sierpniu 1942                            |
| „West Virginia” | pancernik             | 2 bomby, 7 torped                                      | zatopiony                                             | 106                            | przywrócony do służby w lipcu 1944                               |